# 東武ワールドスクウェア駅
東武ワールドスクウェア駅（とうぶワールドスクウェアえき）は、栃木県日光市鬼怒川温泉大原にある、東武鉄道鬼怒川線の駅である。駅番号はTN 55。

## 概要
東武鉄道の子会社が運営するミニチュアパーク・東武ワールドスクウェアのメインゲートから徒歩1分の位置に2017年7月22日に開業した。
当駅開業前、同施設は東武鬼怒川線の線路沿いにありながら駅がなく、小佐越駅から徒歩8分もしくは鬼怒川温泉駅からバスを利用する必要があり、鉄道からのアクセスが不便な状況であった。そこで交通利便性を向上させ、観光地としての回遊性を高めるために、メインゲートから徒歩1分の場所に当駅が設置されることになった。
また、当駅は鬼怒川温泉郷の南端に位置することから、当駅が最寄駅となるホテルへのアクセス向上も期待されている。
とうきょうスカイツリー駅同様、案内上の当駅の英語表記は「TOBU WORLD SQUARE」と、全て大文字で表記される。

## 歴史
- 2016年（平成28年）11月25日 - 当駅の設置が東武鉄道より発表される[1]。
- 2017年（平成29年）7月22日 - 開業[2]。日中時間帯のみの停車。ただし運賃は隣駅の小佐越駅と同一扱いとして算出[2]。
- 2018年（平成30年）3月17日 - 特急「きぬがわ」の停車駅に加わる[4]。
- 2019年（平成31年）3月16日 - 運賃計算を小佐越駅と同一扱いから独立[5]。
- 2020年（令和2年）6月6日 - ダイヤ改正により東武ワールドスクウェアの営業時間外も含め終日の全列車（夜行を除く）が停車するようになる[6]。

東武鉄道の駅開業は2005年（平成17年）開業の流山おおたかの森駅以来12年ぶりである。
東武グループの「東武」と冠するレジャー施設が駅名になるのは東武動物公園駅に次いで2駅目であるが、そちらは東武動物公園開園に伴って杉戸駅から改称されたものであり、開業当初から施設名を冠するのは当駅が初となる。

## 駅構造
単式ホーム1面1線を有する地上駅。鬼怒川線で唯一交換設備のない棒線駅である。ホームは1面しかないが、「1番線」の表記がある（これは大師前駅、葛生駅も同様である）。駅舎の位置はホームの鬼怒川温泉寄りにある。PASMO簡易改札機および乗降車駅証明書発行機が設置されている。乗車券・特急券・「SL大樹」座席指定券は、東武ワールドスクウェアの営業時間内に限り、入園券うりばの専用ブースで発売する。
開業日から、東武ワールドスクウェアのイメージソングをアレンジした発車メロディ・接近メロディが使用されている。発車メロディは鬼怒川温泉駅で使用されているものの短縮バージョン、接近メロディは当駅のみのアレンジバージョンである。
| 番線 | 路線     | 方向 | 行先           |
| ---- | -------- | ---- | -------------- |
| 1    | 鬼怒川線 | 下り | 鬼怒川温泉方面 |
| 1    | 鬼怒川線 | 上り | 下今市方面     |

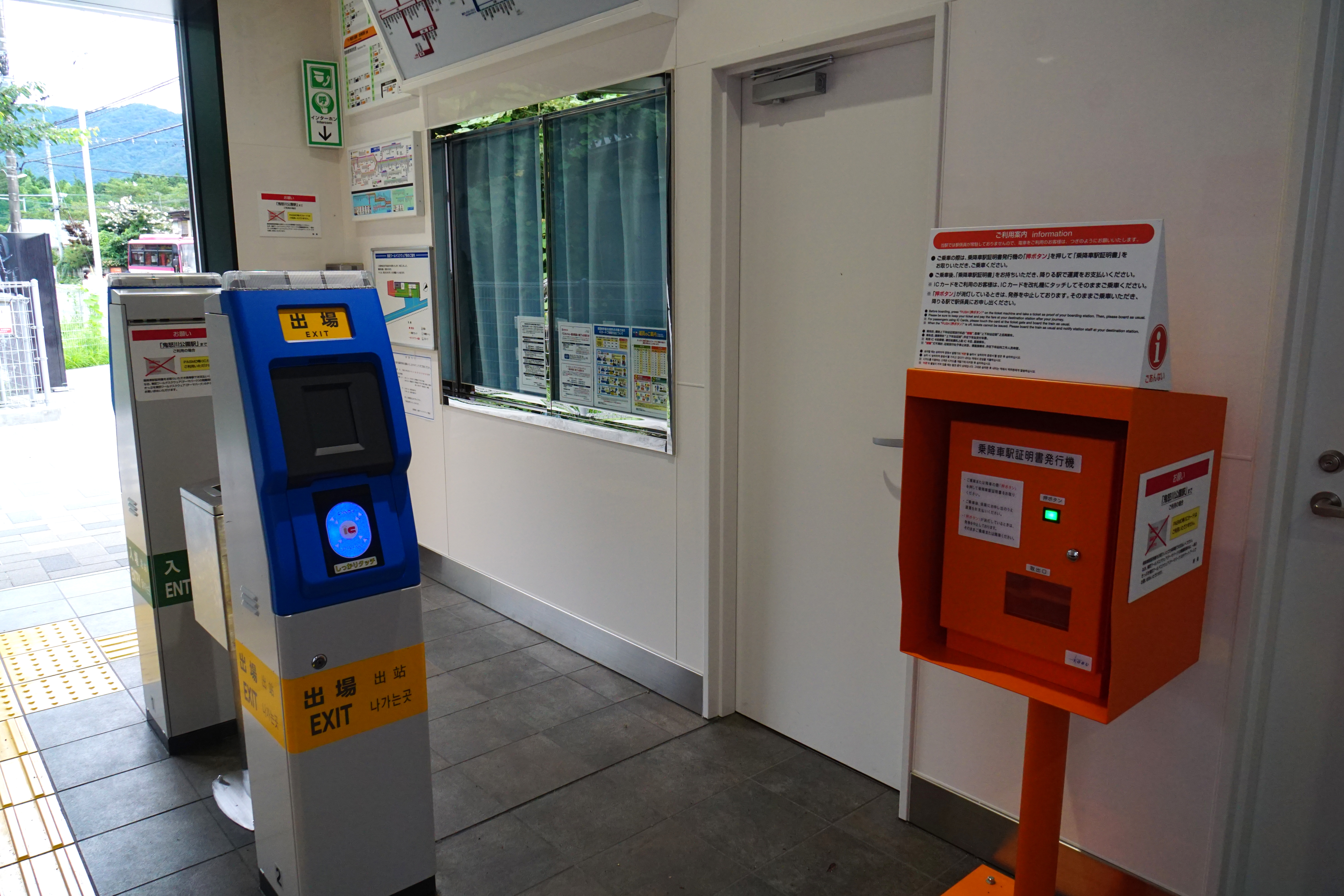
改札口
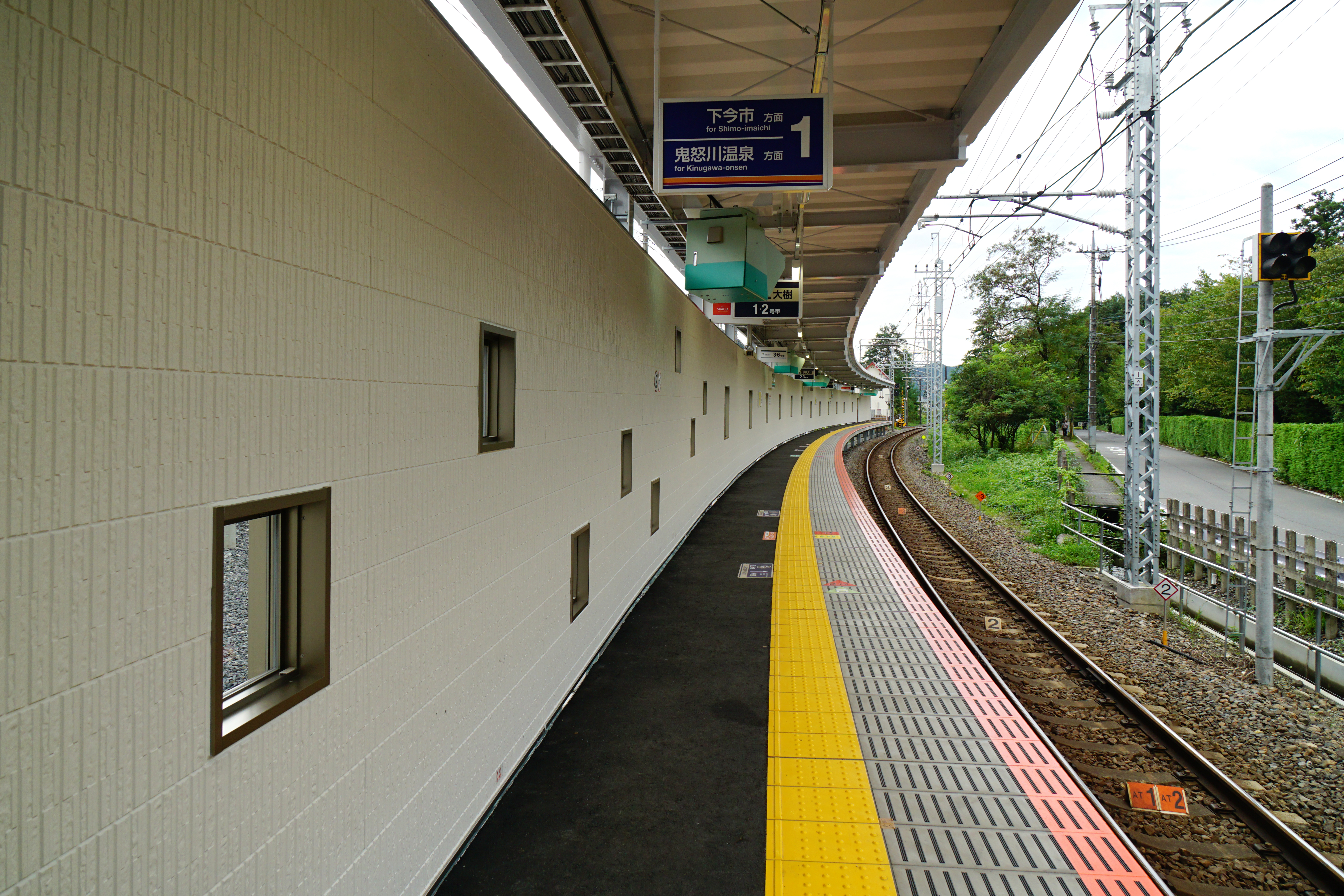
ホーム

## 利用状況
2024年度の1日平均乗降人員は433人である。
近年の1日平均乗降人員の推移は以下の通り｡
| 年度               | 1日平均 乗降人員 | 出典       |
| ------------------ | ---------------- | ---------- |
| 2018年（平成30年） | 438              |            |
| 2019年（令和元年） | 298              |            |
| 2020年（令和02年） | 182              |            |
| 2021年（令和03年） | 255              | [ 東武 3 ] |
| 2022年（令和04年） | 321              | [ 東武 4 ] |
| 2023年（令和05年） | 384              | [ 東武 5 ] |
| 2024年（令和06年） | 433              | [ 東武 1 ] |

## 駅周辺
- 東武ワールドスクウェア
- 鬼怒川温泉郷
- 東急ハーヴェストクラブ鬼怒川
- 鬼怒川
- 国道121号
- リオン・ドール 鬼怒川店

## バス路線

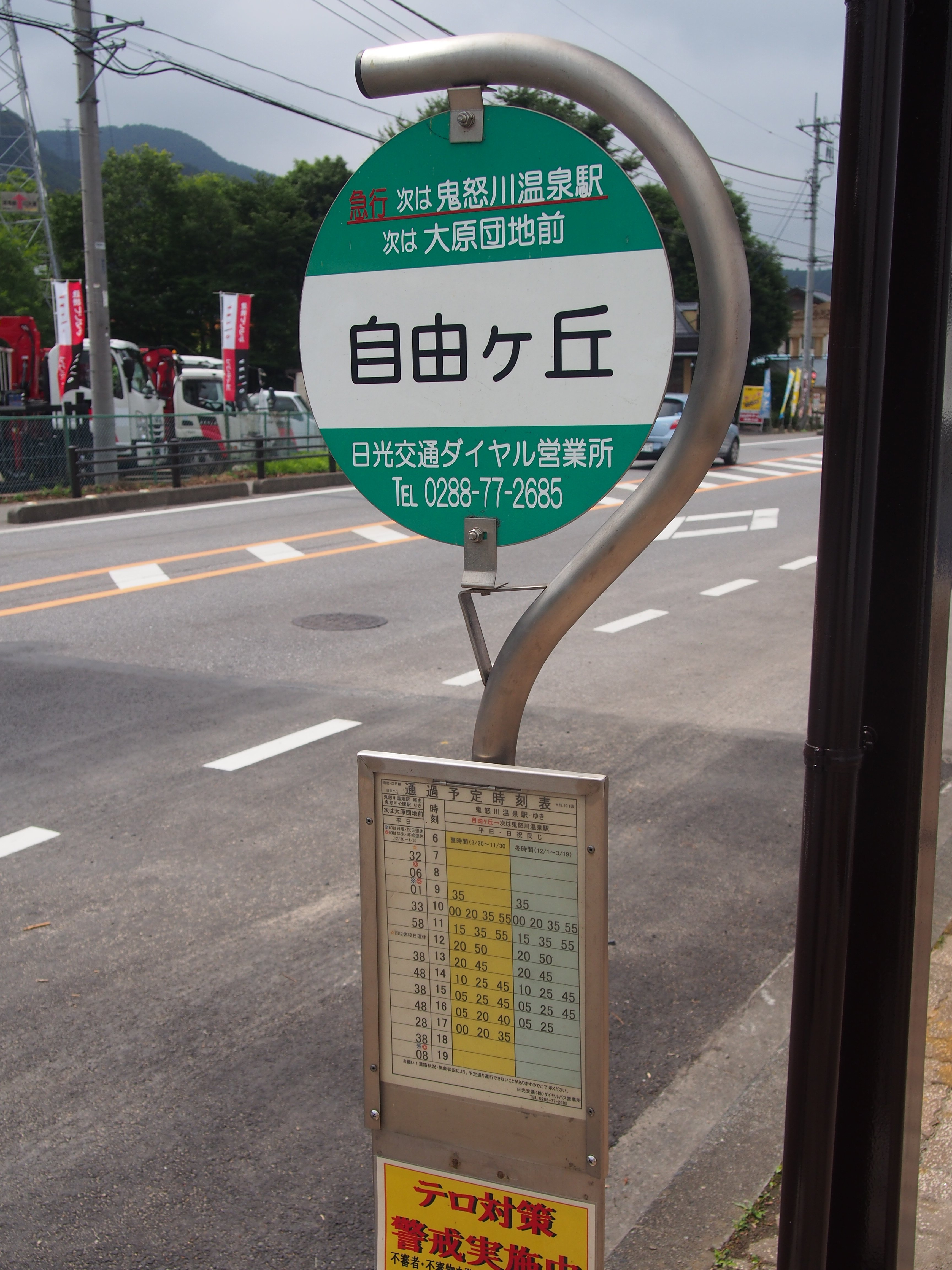
自由ヶ丘バス停

- 駅前に日光交通の 「自由ヶ丘」停留所が設置されている。
  - 日光江戸村線 日光江戸村行き、鬼怒川温泉駅行き（※急行便あり）
  - 鬼怒川線 獨協医大日光医療センター・今市駅・下今市駅ゆき（一部はイオン今市店まで）、鬼怒川温泉駅・鬼怒川公園駅行き（※終バスのみ東武ワールドスクウェア園内へ入らない）
- （参考）東武ワールドスクウェア園内に、東北急行バスの高速バス 東京駅 - 日光・鬼怒川線が発着している。

## 隣の駅
東武鉄道
 鬼怒川線
- ■特急「スペーシアX」・■特急「きぬ」・■特急「リバティきぬ」「リバティ会津」・■JR線直通特急「きぬがわ」・■「SL大樹」「SL大樹ふたら」停車駅

■普通
小佐越駅 (TN 54) - 東武ワールドスクウェア駅 (TN 55) - （鬼怒立岩信号場） - 鬼怒川温泉駅 (TN 56)